# Armazém Regimental
O Armazém Regimental é um edifício histórico na cidade de Lagos, na região do Algarve, em Portugal. Além do antigo edifício militar em si, o conjunto do Armazém Regimental inclui igualmente um grande marco religioso, conhecida como um passo.

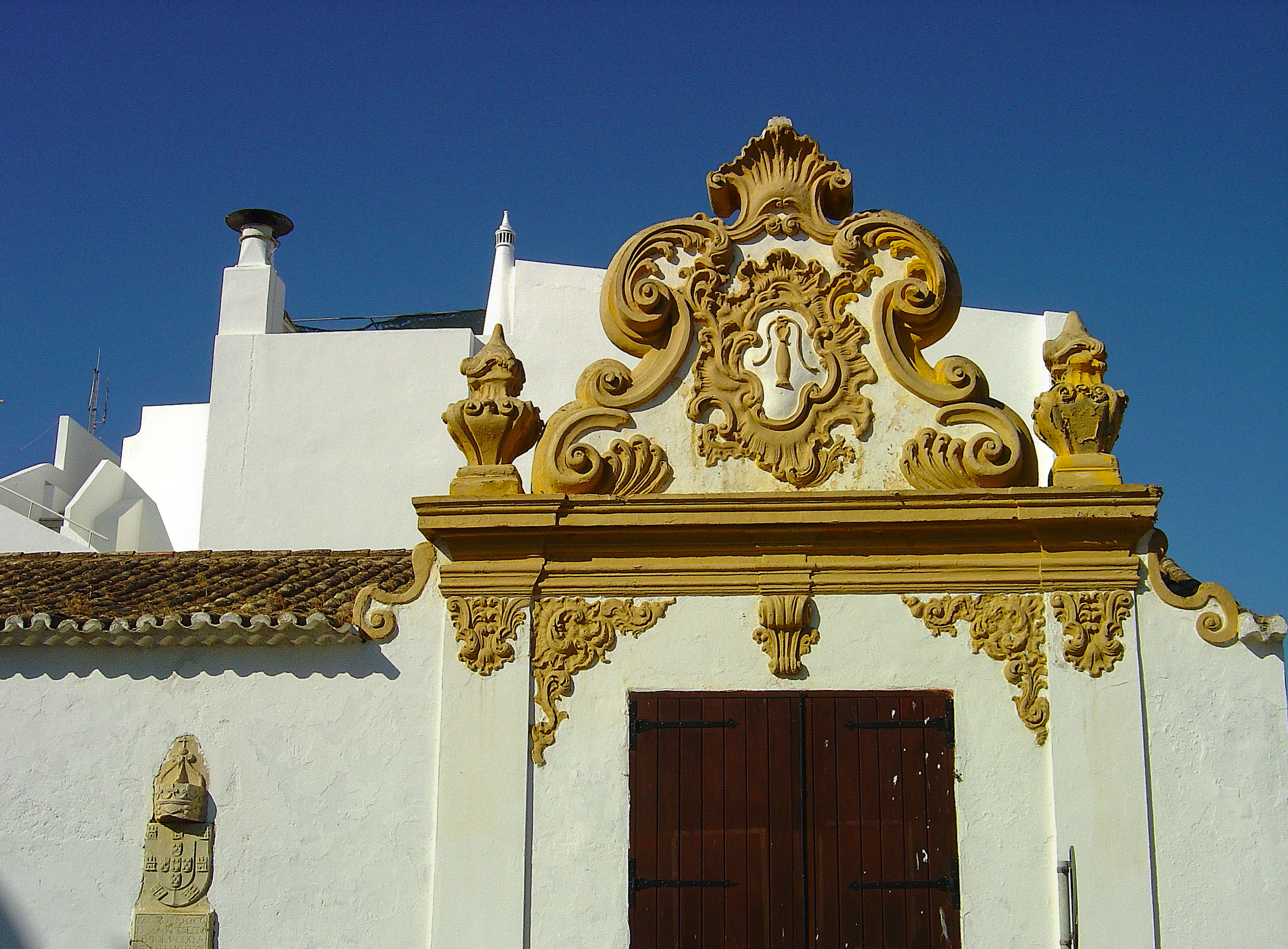
Pormenor do frontão barroco, que fazia parte de um passo ou oratório.

## Descrição
O edifício apresenta uma traça maneirista e barroca. A fachada principal, incluindo o antigo passo, está virada para a Praça do Infante, enquanto que uma outra fachada está de frente para a Travessa do Mar. A fachada principal está dividida em dois panos muito distintos, sendo o primeiro um corpo baixo rasgado por duas portas, encimadas por um escudo de armas do Reino do Algarve e pela Chancela do Conde de Avintes. O escudo do Reino do Algarve contém o seguinte texto: «governando o Conde de Avintes este Reino mandou fazer este Armazém em 1665». A fachada principal é completada por um antigo passo ou oratório, único sobrevivente de um conjunto original de sete que formavam uma Via Sacra. Consiste numa grande porta de dois batentes, encimada por um frontão, igualmente de grandes dimensões, enquadrado nos finais do Barroco, ladeado com florões e decorado com motivos vegetalistas. A fachada para a Travessa do Mar também possui portas de grandes dimensões.
O interior do imóvel é composto por uma nave de forma rectangular, com abóbada. Na parte correspondente ao antigo passo, as paredes estavam revestidas de azulejos, que foram removidos, e existia um altar em pedra, do qual foram encontrados vestígios.

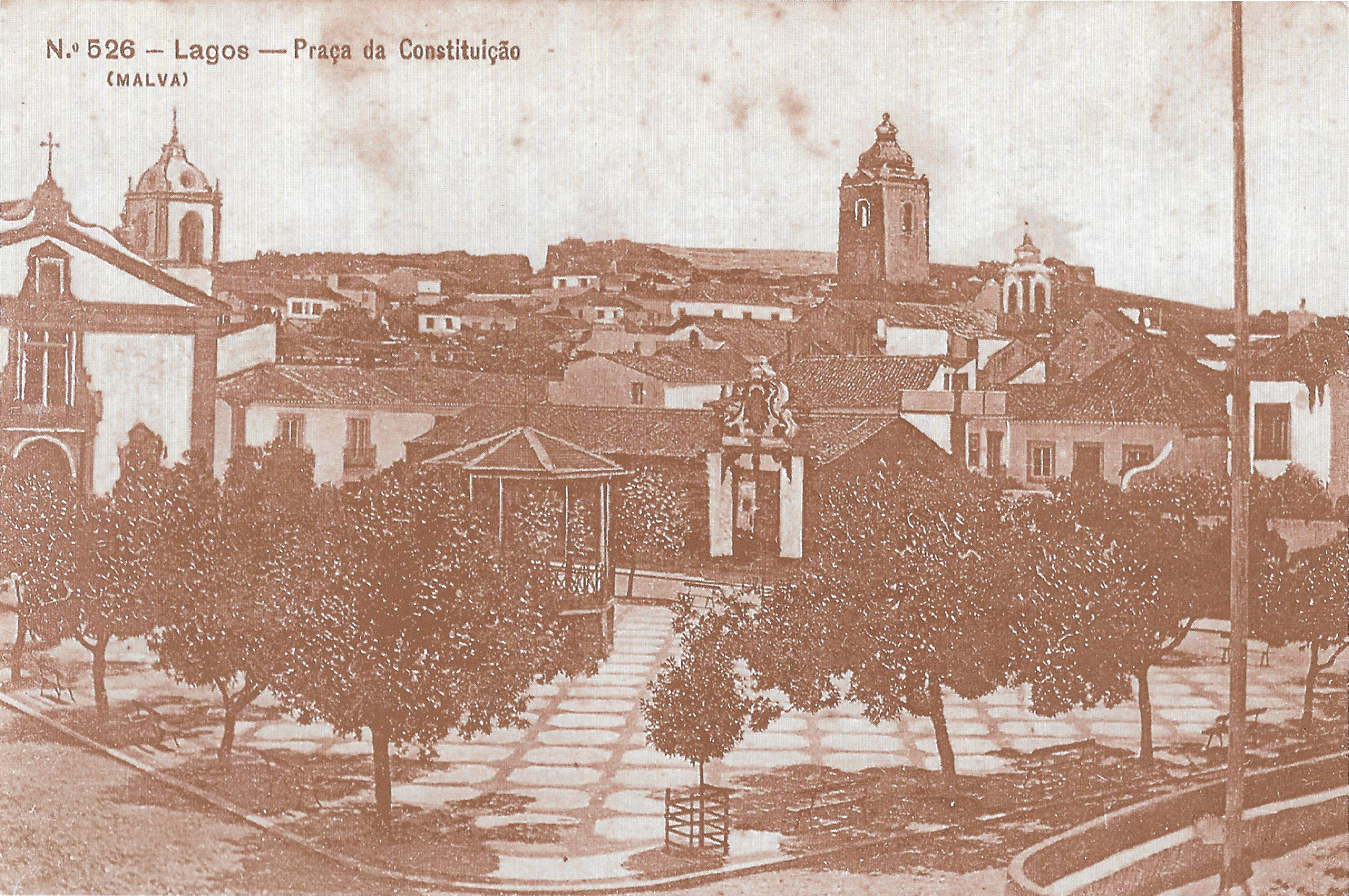
Postal dos inícios do século XX mostrando a Praça do Infante, então denominada de Praça da Constituição. Atrás do coreto é visível o edifício do Armazém regimental.

## História
O edifício foi construído em 1665, no local da antiga Igreja de São Brás, cuja construção foi anterior a 1553. Tinha uma função utilitária, sendo destinado principalmente ao armazenamento das mercadorias que eram transportadas pelos navios até Lagos.
Em Dezembro de 2009, estava prevista a conversão do Mercado de Escravos e do Armazém Regimental em núcleos museológicos sobre a escravatura e a história militar de Lagos. Este projecto, planeado há vários anos pela autarquia, inseria-se nas comemorações do 550.º aniversário da morte do Infante D. Henrique, em 13 de Novembro de 2010. Nessa altura, ambos os imóveis eram propriedade do exército português, sendo principalmente utilizados, desde há muito anos, como locais de exposições temporárias de pintura e outras artes plásticas, e para feiras de artesanato. De forma a firmar as bases para um acordo de cooperação entre a autarquia e as forças armadas, o presidente da Câmara Municipal, Júlio Barroso, e o chefe do Estado-Maior do Exército, general José Luís Pinto Ramalho, estiveram reunidos em Lisboa.
O Armazém Regimental é periodicamente utilizado na realização de eventos, como a Mostra de Livros de Autores de Lagos, em Agosto de 2016, uma exposição de coleccionismo em Outubro do mesmo ano, a exposição decorativa Heartmade Market em Abril de 2019, e uma feira de livros usados em Julho desse ano.
Em 19 de Janeiro de 2023, foi assinado o auto de entrega do Armazém Regimental à Câmara Municipal de Lagos, deixando de ser propriedade do governo central, sendo até então gerido pelo Ministério da Defesa Nacional. De forma a compensar a alienação, a autarquia comprometeu-se a pagar um valor de 238 mil euros. Após a conclusão do processo, previa-se que o imóvel iria ser alvo de obras de reabilitação e conservação, de forma a melhorar as suas condições para a realização de eventos culturais.